# قطع القزحية
قطع القزحية (بالإنجليزية: Iridectomy)‏ أو قطع قزحي أو خزع القزحية أو استئصال القزحية   هو عمل جراحي يتم فيه استئصال جزء من القزحية.  يتم تنفيذ هذا اللإجراء في علاج الجلوكوما والميلانوما.

## مقارنة مع ليزر رينوديميوم القزحية
في حالة الجلوكومايتم إزالة القزحية عادةً بليزير الرينوديميوم (بالإنجليزية:  Nd:YAG laser)‏ لأن إجراء الليزر هذا يعد أكثر أمانًا. وعملية قطع القزحية هي عملية إزالة جراحية جزء من القزحية، حيث يقوم جراح العيون بإزالة قطعة صغيرة كاملة السماكة من القزحية، وهي الغشاء الدائري الملون الموجود خلف القرنية للعين ويكون ذلك عن طريق استخدام تقنية الليزر.

## الهدف من إجراء قطع القزحية
يتم استخدام إجراء هذه العملية لأهداف متعددة منها علاج الجلوكوما (المياه الزرقاء) في العين وهي نوعان:
- الجلوكوما الأساسية وهي تؤدي إلى غلقٍ كاملٍ في حدقة العين
- الجلوكوما الثانوية الناتجة عن تغير في زاوية القرنية بسبب أخذ أدوية معينة أو عمل جراحات معينة في العين، وهناك أهداف أخرى أيضاً مثل تصحيح الخلط المائي أو إزالة جسم غريب أو كجزء من جراحة الساد
- جراحة الساد مع مريض الجلوكوما.
- إجراء الجمع بين الساد و الجلوكوما.
- إجراء دموع المحفظة الخلفية (في الجراحة العينية مع فقدان الزجاجية.
- زراعة عدسة داخل العين.
- الإجراء في زجاجي شبكوي الذي ينطوي على حقن زيت السيليكون.
- صدمة القزحية أو أذى القزحية.

## الأنواع
هناك عدة أنواع من قطع القزحية؛ كالقاعدي أو الطرفي عند استئصال جزء صغير من قاعدة القزحية. وقطع القزحية العروي عند استئصال جسم صغير فيها. وقطع القزحية الكامل، عندما يشمل الجزء المستأصل كل عرض القزحية. وقطع القزحية الزرقي عند استئصال قسم عريض من القزحية، لتخفيف الزَرَقْ الاحتقاني. وقطع القزحية البصري، لعمل بؤبؤ جديد، عندما تكون القرنية التي فوق البؤبؤ غير شفافة، أو مشوهة. والقطع العلاجي لمنع انتكاس التهاب القزحية والمبدئي الذي يتبع عملية الساد.